# Partido Democrático Republicano (Corea del Sur)
La presidencia de Park Chung-Hee se dio en Corea del Sur desde el año 1961 hasta el 1979. Su gobierno consistía en un régimen ‘semi-autoritario’, porque Park Chung-Hee, que era un militar, ascendió al poder por medio de un golpe de Estado. Por consiguiente, se restauró el sistema presidencial en Corea, y además se modificó la constitución. Este período es conocido como la tercera república y su gobierno se extendió hasta el año 1979. Su gobierno está caracterizado por propulsar políticas que estuvieron orientadas hacia el desarrollo económico.
Es por estas razones que, el gobierno de Corea del tomó como modelo industrial a Japón, desarrollando, por ejemplo el ‘Economic Planning Board’ (EPB), que en Japón se conocería como el ‘Ministry of International Trade and Industry’ (MITI), cuyo objetivo fue el control de la economía y de las políticas basadas en las exportaciones.
Por tanto, se produjo en Corea una transición importante, ya que se pasó de ser un sistema de economía rural a un sistema industrial. Además, se optó por el sistema de ‘capitalismo de Estado’, el cual, tuvo un gran éxito y fue muy respaldado por los funcionarios y la administración coreana del momento. Este periodo está considerado, por ello, un periodo de ‘rápida transición económica’.
En contraposición, y debido a que se trataba de una dictadura militar, no había democratización, ni libre elección política por parte de la población, porque a pesar de que sí había partidos de oposición, estaban fuertemente reprimidos. Como consecuencia, el régimen de Park Chung-Hee recibió el nombre de ‘la dictadura del desarrollo’ o ‘régimen autoritario burocrático’.

## Historia
Bajo el régimen de Syngman Rhee, la economía coreana cada vez se iba debilitando más. Sumado a esta situación, el gobierno empezó a perder apoyo popular debido a los escándalos de fraude electoral llevados a cabo en las elecciones de 1960. A causa de esto, se llevaron a cabo diversas manifestaciones. Finalmente, el foco de estas protestas pasó de estar centrado en el fraude electoral a exigir la dimisión del presidente Rhee. El gobierno, sintiéndose amenazado, reprimió duramente a los manifestantes provocando la muerte de diversas personas, cosa que sirvió para que el descontento de la población aumentara y que Syngman Rhee acabara dimitiendo el 26 de abril de ese mismo año.
Ante este panorama, el gobierno pasó a manos de la oposición, el Partido Democrático (Minjudang). Este gobierno provisional llevó a cabo unas elecciones el 29 de julio de 1960, de las cuales salió victorioso y consiguió obtener el control de las 2 cámaras de la Asamblea Nacional, además de nombrar a Jang Myeon como presidente. Bajo este cambio de gobierno, Corea adoptó un sistema democrático basado en el modelo norteamericano, que garantizaba la libertad de expresión. Ante esto, muchos sectores de la sociedad empezaron a expresar sus preocupaciones mediante manifestaciones, las cuales terminaron centrándose en la cuestión de la reunificación de las dos Coreas. Esto hizo que la economía coreana se estancara aún más, ya que el nuevo gobierno no supo aplicar las reformas necesarias para revitalizar el país porque estaba más pendiente de las luchas internas entre las diferentes facciones del partido.
En 1961, se anunció un encuentro de estudiantes procedentes del norte y del sur de Corea en Panmunjeom. Bajo este contexto, el general Park Chung-Hee realizó un golpe de Estado, ocupando la ciudad de Seúl.
Los militares rápidamente crearon el Comité Supremo del Consejo Revolucionario Militar, del cual Park Chung-Hee fue nombrado presidente. Además, también se creó la Agencia Central de Inteligencia Coreana, que quedó bajo la presidencia de Kim Jongpil.
El nuevo gobierno militar prometió la celebración de unas elecciones dos años después del golpe, para garantizar un gobierno elegido exclusivamente por el pueblo coreano. Para ello, se redactó una nueva Constitución en el año 1962. Sin embargo, el Partido Democrático Republicano (Minjugonghwadang), que giraba en torno a la CIA coreana hizo todo esto sólo para garantizar que los militares se siguieran manteniendo en el poder.
En 1963 se permitió que hubiera más partidos aparte del de Park Chung-Hee y se celebraron unas elecciones de las cuales éste salió victorioso por los pelos, cosa que induce a pensar en nuevos casos de fraude electoral. Así pues, empezó una nueva era en la política coreana, encabezada por el Partido Democrático Republicano y Park Chung-Hee, conocida como la Tercera República.
Durante esta época, se empezaron a organizar encuentros para normalizar las relaciones entre Corea del Sur y Japón, centradas en hacer que Japón pagara una compensación por los daños ocasionados durante la época colonial. Además, el gobierno decidió que se enviaran más de 300.000 jóvenes soldados a participar en la guerra de Vietnam, lo cual ayudó a mejorar el crecimiento económico coreano.
En 1971, se celebraron unas nuevas elecciones en las cuales Park Chung-Hee volvió a ganar, esta vez con amplia mayoría, venciendo al líder de la oposición Kim Daejung, del Nuevo Partido Democrático (Sinmindang).  Ese mismo año, el gobierno declaró el estado de emergencia, pudiendo así reducir los derechos de la población y aumentar el poder del gobierno militar.
En 1972, el presidente Park Chung-Hee impuso la ley marcial y disolvió la Asamblea Nacional. Después de eso, se creó la llamada “Constitución Yushin”, que fue aprobada en un referéndum en noviembre de ese año. Según esta nueva Constitución, el presidente disponía de total control sobre el poder legislativo y el judicial, consolidando así su poder dictatorial.
Ante esta situación, estudiantes universitarios organizaron movimientos en contra del gobierno y a favor de la democracia, como la Asociación Nacional de la Juventud Democrática, a los cuales se sumaron políticos opositores y líderes religiosos, con la Asociación para la Recuperación de la Democracia. Estos opositores al gobierno fueron arrestados durante 1974 por el gobierno.
A causa de todo esto, la principal fuerza de la oposición, el Nuevo Partido Democrático, fue ganando cada vez más popularidad y eso le permitió ganar las elecciones celebradas en mayo de 1979. Así, Kim Youngsam fue nombrado el nuevo presidente de Corea del Sur. Además, en ese mismo año, Park Chung-Hee fue asesinado por el presidente de la CIA coreana, durante una reunión cerca de la casa presidencial, poniendo así fin al gobierno dictatorial de Park Chung-Hee y del Partido Democrático Republicano.

## Políticas del partido
Cuadro de período de gobiernos
Evolución política en Corea antes de la transición a la democracia, 1948-1987
| Años      | Gobierno y presidente o líder político        | Sistema político                          | Eventos clave                                                                                 |
| --------- | --------------------------------------------- | ----------------------------------------- | --------------------------------------------------------------------------------------------- |
| 1948-1960 | La ‘1.ª República’ Presidente Rhee Syngman    | Sistema presidencial (elección directa)   | Guerra de Corea, 1950-1953                                                                    |
| 1960-1961 | La ‘2.ª República’ Primer ministro Chang Myon | Sistema parlamentario                     | Revuelta estudiantil de abril de 1960                                                         |
| 1961-1972 | El periodo ‘Yushin’ Presidente Park Chung-Hee | Sistema presidencial (elección indirecta) | Golpe de Estado militar de 1979, la masacre de Gwangju en 1980 y la revuelta de junio de 1987 |
| 1972-1979 | El periodo ‘Yushin’ Presidente Park Chung-Hee | Sistema presidencial (elección indirecta) | Golpe de Estado militar de 1979, la masacre de Gwangju en 1980 y la revuelta de junio de 1987 |

### Políticas Interiores
Durante el periodo de 1950, Corea del Sur empezó a industrializarse, y pasó de ser una economía basada en la agricultura, a levantar empresas y/o industrias.
Debido a que había una economía relativamente de posguerra, había mucha pobreza e inflación, y es por ello que el gobierno pensó en un plan para impulsar a las empresas e industrias. Park Chung-Hee diseñó una política de ‘democracia administrativa’ con el fin de eliminar la corrupción. Además, apostó claramente por el capitalismo, cuando decidió impulsar el desarrollo económico a partir de las industrias.
Por lo que planteó su primer plan quinquenal, el cual trataba de promover los siguientes puntos;
- Conseguir fuentes de energía, sobre todo electricidad y carbón
- La construcción de ferrocarriles y puertos
- La construcción de industrias
- Conseguir el desarrollo del sector agrario
- Aumentar o acrecentar la balanza de pagos exteriores
- Y desarrollar el sector tecnológico[3]

Además, en el año 1961, se fundó el (MIB, Medium Industry Bank)  un banco encargado de conceder préstamos y dar créditos para la creación de empresas.
Por otra parte, en el año 1971, como el Partido Democrático Republicano de Corea del Sur estaba muy bien organizado y gracias al desarrollo de la economía, el partido ganó mucha popularidad, sobre todo en las zonas rurales, y es por ello que, en las elecciones de ese año, Park Chung-Hee, consiguió ser reelegido, gracias al gran apoyo por parte de los militares que obtuvo en las votaciones. Como consecuencia, en el año 1972, el régimen se agravó o agudizó, recayendo a la represión hacia los civiles.
También se volvió a modificar de nuevo la Constitución, con la cual se cambió el método de elección del presidente, que pasó de ser de manera directa a indirecta. El nombre que recibió esta nueva constitución fue la ‘Constitución Yushin’. Así pues, las políticas de la ‘Constitución Yushin’, eran muy represivas y autoritarias, de manera que se prohibió la oposición política, por lo que se produjeron muchas revueltas de estudiantes y de intelectuales que se reprimieron por el gobierno.
Como resultado, el gobierno aplicó la ‘Ley Marcial’ y en 1975, aquellos que iban en contra del régimen fueron encarcelados. Además, se prohibieron las huelgas y se eliminaron los sindicatos. Este periodo fue conocido como ‘el reino del terror’, porque el parlamento también era controlado por el régimen, al igual que la Asamblea Nacional y el sistema electoral, manipulandose así las elecciones.
En este segundo periodo de reelección, Park Chung-Hee continuó con las políticas para el desarrollo de industrias, sobre todo las pesadas, como por ejemplo, la construcción de navíos, de automóviles y acero etc., que también fueron patrocinadas por empresas como Samsung, Daewoo y Hyundai y los ‘chaebols’ o conglomerados coreanos.
Los ‘Chaebols’, fueron levantados y consolidados en este período, ya que fueron los grandes conglomerados coreanos (privados) que tomaron el modelo de los ‘Zaibatsu’ japoneses del periodo Meiji, para ser creados. Pero, finalmente, los ‘chaebols’ resultaron ser un problema, porque aunque en un principio se pretendía que estos ayudaran a impulsar el sector industrial, con el tiempo fueron monopolizando la economía y las pequeñas empresas no podían entrar o dar un paso hacia el mercado. Asimismo, se produjo mucha corrupción política en los grandes conglomerados coreanos, que financiaban al Partido Democrático Republicano Coreano, el cual fue nombrado despectivamente por la población como ‘El capitalismo de compinches’.
Otra de las políticas del partido en este periodo fue la creación de un ‘Programa de Regulación de Capital’, destinado a controlar la inversión extranjera, el cual concedía facilidades a los inversores coreanos por encima de los extranjeros. Estas políticas de intervención del Estado en la economía generaban en conjunto una desigualdad de distribución de riquezas entre la sociedad, lo que generaba un gran malestar y descontento social.

### Políticas exteriores
En el contexto de Guerra Fría en el que se situó aproximadamente el mandato de Park Chung-Hee, líder del Partido Demócrata Republicano, Corea del Sur se alió con los EE. UU. y Japón, en el bloque capitalista, para oponerse al bloque comunista, en el cual se encontraba China, la URSS y Corea del Norte. Por ello, la política exterior durante los años que gobernó el Presidente Park fue definida como “fuerte anticomunismo e inspirada por Washignton”1 (Choi, 2012; 31), dejando la confrontación que mantenía con Corea del Norte como punto central de esta política (conocida bajo el nombre de nordpolitik). Además, teniendo en cuenta que, en el año 1966, Corea del Sur y EE. UU. firmaron el acuerdo de ‘Status of Forces Agreement’ para establecer relaciones de igualdad entre ambos païses, que incluía que Corea del Sur pasaba a obtener seguridad y protección de EE. UU. Cuando se habla de conflictos entre Washington y Moscú o Beijing (quienes, por otro lado, apoyaban a Corea del Norte), se suelen referir a los conflictos relacionados con las dos Coreas.
También hay que dejar claro que en el mismo contexto de Guerra Fría en el que se encontró el mandato de Park, Corea del Sur actuó como aliada del bloque capitalista o pro-americano y consecuentemente, como enemiga de todos los enemigos americanos. Sin embargo, esta situación empezó a cambiar a finales de los años 60 con la crisis coreana, la llegada de Nixon a la presidencia y el comienzo de las tensiones en la relación entre los Estados Unidos y Corea del Sur.
Durante la administración Johnson (1963-1969) la relación entre los dos países anticomunistas estaba en su mejor momento, pero no duraría mucho. Con la llegada de la “crisis coreana de 1968” (Corea del Norte atacó al Sur) los puntos de vista americano y sur-coreano divergieron por primera vez: los primeros no querían devolver el ataque porque esto supondría atacar al bloque comunista aunque Corea del Norte no tuvo apoyo ni soviético ni chino para realizar ese ataque (no hay que perder de vista el contexto de Guerra Fría), y los segundos querían atacar sin pensarlo dos veces porque aquello reabrió la herida todavía sin cerrar de la guerra de Corea, que había terminado tan sólo 15 años atrás. Al finalizar la crisis, la relación entre los dos países no mejoró porque Johnson quería establecer un diálogo con Pionyang mientras que Park se oponía completamente. A raíz de este desacuerdo, Park vio la necesidad de proveerse de fuerzas de defensa propias para no depender de las americanas en otra ocasión. Así pues, el presidente sur-coreano modernizó las fuerzas de Corea del Sur para seguir llevando a cabo la Nordpolitik y defenderse del Norte, pero, como tener fuerzas propias suponía a los chicos jóvenes tener que hacer el servicio militar, las nuevas generaciones cada vez estaban más a favor de unirse al détente (distensión o tregua en el conflicto).
El papel que desempeñó Corea del Sur en la Guerra de Vietnam fue de apoyo para los Estados Unidos enviando tropas. Se cree que Corea del Sur accedió a hacerlo para asegurar el sostén económico y militar estadounidense para, a su vez, mantener el desarrollo económico nacional. (Choi, 2012; 45) Además, en un principio, Corea del Sur vio la necesidad de reconciliarse con el bloque comunista, pero al observar cómo se desarrollaba la misma guerra y gracias a las ayudas económicas y políticas de Japón, Park pudo mantener su política anticomunista. El intento de Estados Unidos de empezar a retirar tropas a lo largo y después de la guerra hizo ver a las élites coreanas la posibilidad de otra guerra en su península. De la misma forma, la victoria comunista en Vietnam alentó al gobierno de Pionyang a aplicar una política más agresiva en lo referente a Corea del Sur y estos empezaron a ser más cautelosos en las relaciones bilaterales.
Cuando Nixon llegó a la presidencia de Estados Unidos, redujo la intervención de este país en Asia e intentó abrir ventanas de diálogo con la República Popular de la China. Debido a eso y a la voluntad de Nixon de la reconciliación en la península coreana (motivo por el cual apoyó a los partidos de la oposición coreana en las elecciones de 1971), la Nordpolitik se vio claramente afectada. Una de las medidas impopulares de la Doctrina Nixon en Corea del Sur fue la retirada de tropas progresiva, que provocó un sentimiento de abandono y traición al presidente sur-coreano. Por este motivo él se opuso públicamente a esa decisión y aunque Estados Unidos ofreció una ayuda económica a Corea del Sur, éste no la aceptó y en ese momento empezó a debilitarse la relación entre ambos países.
La estrategia de Park Chung-Hee frente a esta situación fue distinta. Empezó la primera ronda de negociaciones con Pionyang siendo su principal objetivo evitar la retirada de las tropas norteamericanas, en vez de la reunificación. En 1972 se dieron dos rondas más de negociaciones que culminaron en un comunicado conjunto donde se anunciaba que habían llegado a un acuerdo “to seek a peaceful, independent unification” y donde se comprometían a “not to undertake armed provocations” (Lee, 1973; 94) De todas formas, el verdadero tema central de las negociaciones volvieron a ser las tropas estadounidenses ya que el norte no las quería al considerarlas una amenaza utilizando el ejemplo de la Guerra de Vietnam; mientras que el sur aprendió de los errores en Vietnam del Sur y por eso quería seguir teniéndolas en su territorio.
Después de la caída de Vietnam del Sur en 1975, Park dejó entrever su deseo de poseer armas nucleares, pero renunció a ellas cuando Gerald R. Ford se rehusó a la proliferación nuclear en el este de Asia y aseguró la continuidad del apoyo norteamericano en Corea del Sur. A su vez, esto dio a entender que la aproximación de Ford a Corea del Norte sería similar a la que quería Park, es decir, hostil. Consecuentemente, se llegó al principio del final del détente.
Finalmente, a causa de la política que Jimmy Carter, que propuso la retirada de tropas de Asia del este justificándose con el fracaso de la intervención de Estados Unidos en Vietnam, y quería reanudar el plan de Nixon de retirar las tropas de Corea del Sur progresivamente, Park Chung-Hee vivió el desafío más importante a su política anticomunista. Por suerte para el dirigente coreano, la política de Carter no prosperó debido a una gran oposición dentro del mismo gobierno estadounidense.

## Resultados electorales
En las siguientes tablas se muestran los resultados electorales de las elecciones presidenciales y legislativas en las que el Partido Democrático Republicano participó. En estas tablas, además, se muestran no solo los resultados obtenidos por los ganadores, sino también los conseguidos por la principal fuerza de la oposición.

### Elecciones presidenciales
| Fecha                   | Núm. total de votos | Candidatos                     | Número de votos | % de voto recibido | Notas |
| 15 de octubre de 1963   | 11.036.175          | Park Chung-Hee (Ganador)       | 4.702.640       | 46’64              | Aunque Park no consiguió la mayoría, la oposición estaba tan fragmentada que la victoria fue para el líder del PDR.    |
| 15 de octubre de 1963   | 11.036.175          | Yoon Bo-Seon (Rival principal) | 4.546.614       | 45’09              | Aunque Park no consiguió la mayoría, la oposición estaba tan fragmentada que la victoria fue para el líder del PDR.    |
| 3 de mayo de 1967       | 11.645.215          | Park Chunh-Hee (Ganador)       | 5.688.666       | 51’44              | |
| 3 de mayo de 1967       | 11.645.215          | Yoon Bo-Seon (Rival principal) | 4.526.541       | 40’93              | |
| 27 de abril de 1971     | 12.417.816          | Park Chung-Hee (Ganador)       | 6.342.828       | 53.19              | A principios de la década aparecen los primeros signos de disidencia, hecho que afecta la atmósfera de las elecciones. |
| 27 de abril de 1971     | 12.417.816          | Kim Dae-Jung (Rival principal) | 5.395.900       | 45’25              | A principios de la década aparecen los primeros signos de disidencia, hecho que afecta la atmósfera de las elecciones. |
| 23 de diciembre de 1972 | ---                 | ---                            | ---             | ---                | Constitución Yushin (*) Estas legislaturas duran 6 años cada una.                                                      |
| 27 de febrero de 1978   | ---                 | ---                            | ---             | ---                | Constitución Yushin (*) Estas legislaturas duran 6 años cada una.                                                      |

(*) El 21 de noviembre de 1972, a través de un referéndum nacional realizado bajo una atmósfera de miedo, se aprobó la Constitución Yushin. Entre otras cosas, esta Constitución influyó en la forma en la que el Presidente de la República y la Asamblea eran elegidos.
El Presidente era elegido por un colegio electoral llamado la Conferencia Nacional por la Unificación, de manera que la elección del presidente se realizaba de forma indirecta. Por esta misma razón, no hay datos electorales para las dos últimas legislaturas de Park Chung-Hee, el líder del Partido Democrático Republicano.

### Elecciones legislativas
| Año                     | Núm. Asamblea | Partidos                           | Número de votos | % de voto recibido | Asientos en la Asamblea | Notas |
| 26 de noviembre de 1963 | 6.ª Asamblea  | Partido Democrático Republicano    | 3.112.985       | 33’5               | 110                     | ⅔ partes de los representantes eran elegidos por Circunscripción uninominal, y el otro tercio por representación proporcional Circunscripción única nacional. |
| 26 de noviembre de 1963 | 6.ª Asamblea  | Partido de la Justicia Democrática | 1.870.976       | 20’1               | 41                      | ⅔ partes de los representantes eran elegidos por Circunscripción uninominal, y el otro tercio por representación proporcional Circunscripción única nacional. |
| 8 de junio de 1967      | 7.ª Asamblea  | Partido Democrático Republicano    | 5.494.922       | 50’6               | 129                     | ⅔ partes de los representantes eran elegidos por Circunscripción uninominal, y el otro tercio por representación proporcional Circunscripción única nacional. |
| 8 de junio de 1967      | 7.ª Asamblea  | Nuevo Partido Democrático          | 3.554.224       | 32’7               | 45                      | ⅔ partes de los representantes eran elegidos por Circunscripción uninominal, y el otro tercio por representación proporcional Circunscripción única nacional. |
| 25 de mayo de 1971      | 8.ª Asamblea  | Partido Democrático Republicano    | 5.460.581       | 48’8               | 113                     | ⅔ partes de los representantes eran elegidos por Circunscripción uninominal, y el otro tercio por representación proporcional Circunscripción única nacional. |
| 25 de mayo de 1971      | 8.ª Asamblea  | Nuevo Partido Democrático          | 4.969.050       | 44’4               | 89                      | ⅔ partes de los representantes eran elegidos por Circunscripción uninominal, y el otro tercio por representación proporcional Circunscripción única nacional. |
| 27 de febrero de 1973   | 9.ª Asamblea  | Partido Democrático Republicano    | 4.251.754       | 38’7               | 73                      | De acuerdo con la nueva Constitución, cada distrito electoral escogía dos asambleístas. Además, el Presidente escogía 1/3 de los asambleístas.                |
| 27 de febrero de 1973   | 9.ª Asamblea  | Nuevo Partido Democrático          | 3.577.300       | 32’6               | 52                      | De acuerdo con la nueva Constitución, cada distrito electoral escogía dos asambleístas. Además, el Presidente escogía 1/3 de los asambleístas.                |
| 12 de diciembre de 1978 | 10.ª Asamblea | Partido Democrático Republicano    | 4.696.995       | 31’7               | 68                      | Se mantiene el sistema utilizado en las anteriores elecciones.                                                                                                |
| 12 de diciembre de 1978 | 10.ª Asamblea | Nuevo Partido Democrático          | 4.861.204       | 32’8               | 61                      | Se mantiene el sistema utilizado en las anteriores elecciones.                                                                                                |